# 김환 (방송인)
김환(1980년 9월 25일~)은 대한민국의 아나운서이다.
2007년 SBS 공채 17기 아나운서로 입사했다. 2018년 SBS를 퇴사하고 프리랜서를 선언했다.

## 학력
- 중앙고등학교 (졸업)
- 경희대학교 (체육학, 언론정보학 / 학사)

## 출연작

### 뉴스
- 《SBS 뉴스》
- 《SBS 스포츠뉴스》 - 배성재 아나운서의 휴가로 인하여 2013년 7월 1일부터 2013년 7월 4일까지 대신 진행했다.

### 예능
- 《한밤의 TV 연예》
- 《자기야 - 백년손님》
- 《정글의 법칙》
- 《배틀트립》
- 《대국민 토크쇼 안녕하세요》
- 《아는형님》
- 《별에서 온 퀴즈》
- 《씨름의 제왕》
- 《골프스타K》

### 교양
- 《잘 먹고 잘 사는 법》
- 《생방송 투데이》
- 《생방송 브라보 나눔로또》2010년 11월 6일 ~ 2016년 8월 27일
- 《우리 아이가 달라졌어요》
- 《차이나는 클라스》 2018년 8월 1일

### 라디오
- SBS V-Radio 《SBS u와 함께》

### 드라마
- SBS 《괜찮아, 사랑이야》 - 토크쇼 진행자 역 (특별출연)
- SBS 《피고인》 - 뉴스앵커 역
- SBS 《사랑의 온도》 - 스타의 인생메뉴 MC 역
- SBS 《절대 그이》
- tvN 《이로운 사기》 - 서프라이즈 100 진행자 역